# Endneolithikum
Endneolithikum bezeichnet die jüngste neolithische Unterstufe am Übergang zur Bronzezeit. Es wird mit dem Beginn der Schnurkeramik gleichgesetzt und reicht in Süd- und Mitteldeutschland von ca. 2800–2200 v. Chr.

## Gliederung des Neolithikums
Der Terminus geht auf die heute in Deutschland weitgehend verwendete Fünffachgliederung durch Jens Lüning zurück, der das Neolithikum in fünf Stufen untergliedert: 
- Frühneolithikum,
- Mittelneolithikum,
- Jungneolithikum,
- Spätneolithikum und
- Endneolithikum.

Innerhalb dieser Gliederung werden die Abschnitte Jung-, Spät- und Endneolithikum wegen der zunehmenden Bedeutung von Schmuck und Waffen aus Kupfer auch zusammengefasst und als Kupfersteinzeit (oder Kupferzeit) bezeichnet.
Die Begriffe werden derzeit in einzelnen Regionen Deutschlands noch unterschiedlich verwendet, was zuweilen für Verwirrung bei der relativchronologischen Einordnung sorgt. So wurde die Chamer Kultur in Bayern bereits als „endneolithisch“ bezeichnet, während sie nach Gliederung von Lüning überwiegend noch ins Spätneolithikum datiert.

## Archäologische Kulturen
An der Schwelle vom Spät- zum Endneolithikum steht die Kugelamphoren-Kultur. Das Endneolithikum in Deutschland und weiten Teilen Mitteleuropas ist gekennzeichnet durch weiträumig verbreitete Kulturen der Schnurkeramik und Glockenbecherkultur, die die vorherigen Regionalkulturen ablösten. Regionale Ausprägungen erhielten forschungsgeschichtlich unterschiedliche Bezeichnungen, wie z. B. die Einzelgrabkultur der Schnurkeramik in Norddeutschland.
Beide Kulturen sind hauptsächlich durch ihre Einzelgräber in geschlechtsspezifischer Hockerlage, die teilweise mit Hügeln überdeckt waren, bekannt. Ein weiteres Merkmal der Schnurkeramik sind Bestattungen in Steinkisten. Dem ging in den Megalithkulturen des Spätneolithikums weitgehend die Sitte der Kollektivbestattung voraus, auch wenn dies nicht pauschal für alle archäologischen Kulturen zutrifft.
Siedlungsfunde bzw. Hausbefunde sind selten und liegen hauptsächlich aus nordalpinen Feuchtbodensiedlungen vor. Hier zeigt sich im Endneolithikum eine Siedlungsverdichtung, ähnliches deuten auch Pollenprofile an, die von einem ausgeweiteten Ackerbau ausgehen. Frühere Vermutungen einer viehtreibenden Nomadenkultur ließen sich nicht bestätigen. Kupfergegenstände gewinnen an Bedeutung als Grabbeigabe, meist als Schmuck (Blechröllchen, Spiralröllchen und Ringe) und Waffen (Dolche), hier besonders in der Glockenbecherkultur. Ab ca. 2500 v. Chr. wurden verstärkt alpine und mitteldeutsche Kupfervorkommen genutzt.